# Russische Nationalbibliothek

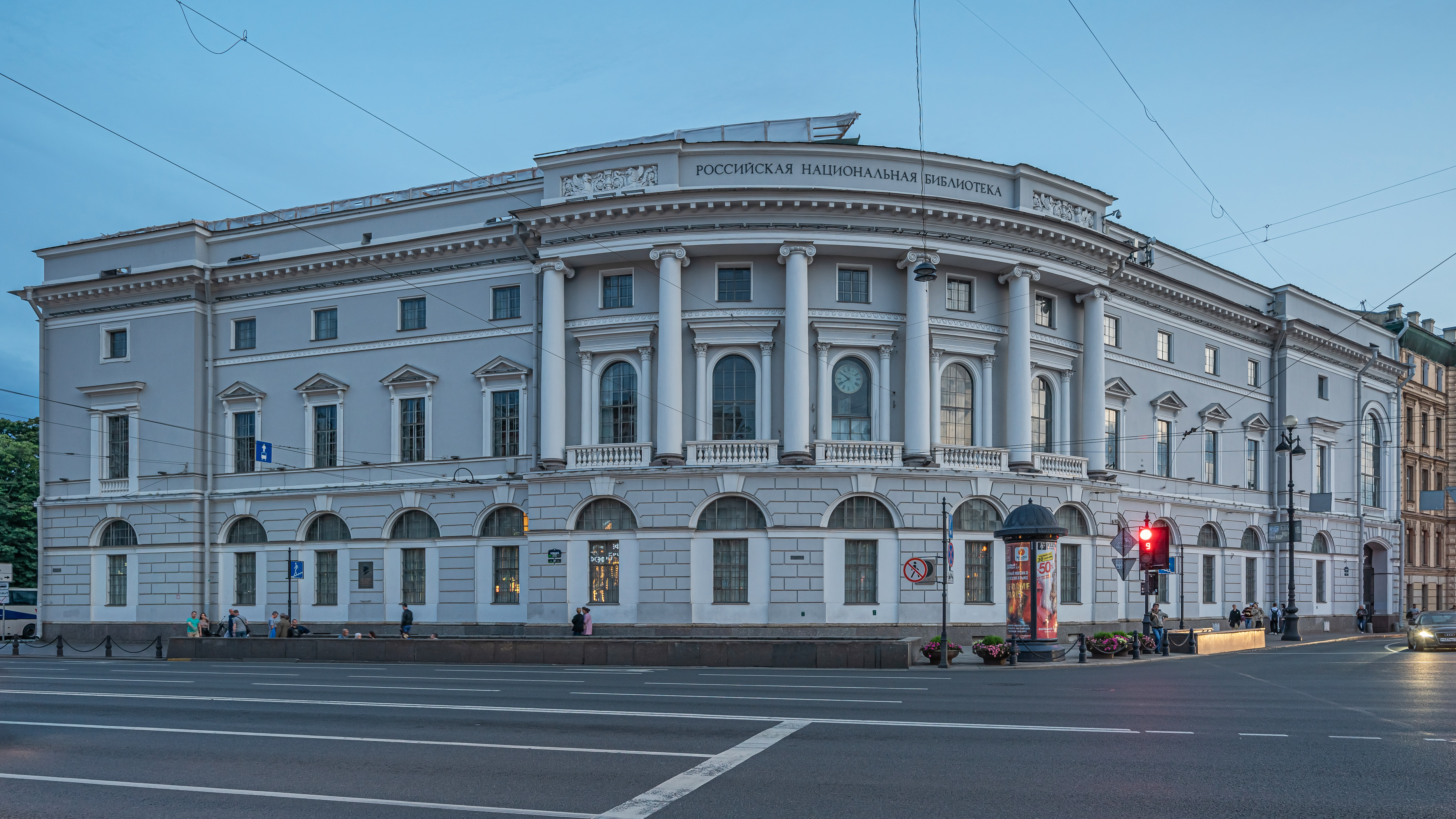
Hauptgebäude der Russischen Nationalbibliothek am Newski-Prospekt, Sokolow-Gebäude

Die Russische Nationalbibliothek (russisch Российская национальная библиотека) in Sankt Petersburg ist die zweitgrößte Bibliothek Russlands und eine der größten Bibliotheken der Welt.
Sie gehört zusammen mit der Russischen Staatsbibliothek in Moskau und der 2009 eröffneten Bibliothek des Präsidenten B. N. Jelzin in Sankt Petersburg zu den drei Nationalbibliotheken der Russischen Föderation.

## Namen
- 1796–1917 Kaiserliche öffentliche Bibliothek (Императорская публичная библиотека)
- 1917–1925 Russische öffentliche Bibliothek (Российская публичная библиотека)
- 1932–1992 Öffentliche Michael-Saltykow-Schtschedrin-Bibliothek (nach dem Schriftsteller Michail Jewgrafowitsch Saltykow-Schtschedrin)
- seit 1992 Russische Nationalbibliothek

## Geschichte

### Gründungszeit (1794–1814)

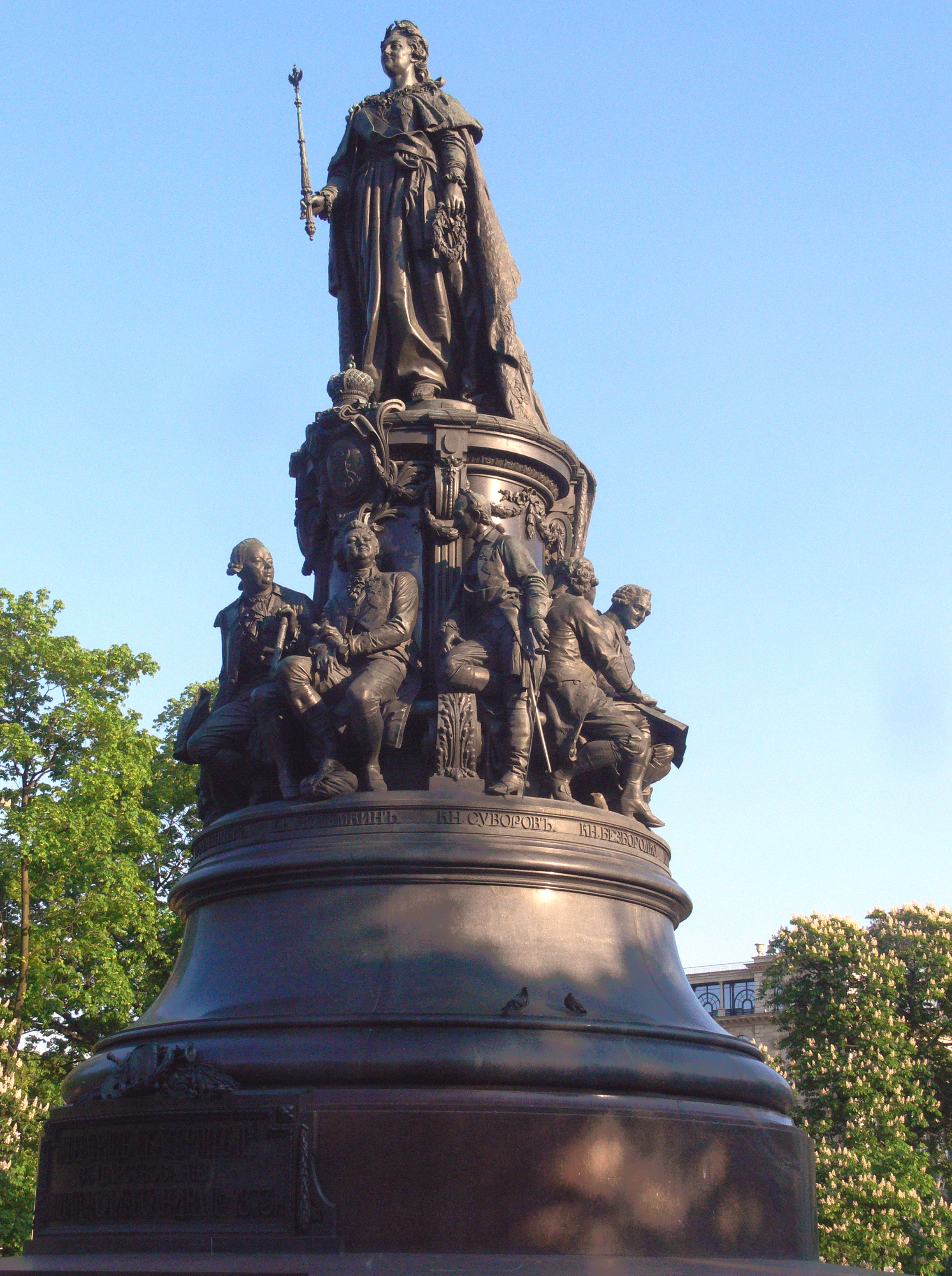
Denkmal für Katharina II. vor dem Haupteingang der Nationalbibliothek in St. Petersburg

Im Jahre 1766 legte der Mäzen und Staatsmann Alexander Sergejewitsch Stroganow Katharina II. den Plan für eine russische Nationalbibliothek in St. Petersburg zur Prüfung vor, die „wie die besten öffentlichen Bibliotheken Europas“ ein Archiv nationaler gedruckter Publikationen und herausragender literarischer Werke sein sollte. Die Idee wurde jedoch erst drei Jahrzehnte später realisiert. Am 16. Maijul. / 27. Mai 1795greg. genehmigte Katharina II. das Projekt für den Bau des Gebäudes der Kaiserlichen öffentlichen Bibliothek am Newski-Prospekt nach Plänen des Architekten Jegor Sokolow (russisch Егор Тимофеевич Соколов). Es sollte Aufbewahrungsort einer vollständigen Sammlung russischer Bücher werden. Gemäß den Idealen der Aufklärung wünschte die Kaiserin jedoch kein abgeschlossenes Buchrepositorium, sondern eine allgemein zugängliche Bibliothek. Damit hatte sie einen anderen Charakter als die 1714 von Peter dem Großen gegründete Bibliothek der Russischen Akademie der Wissenschaften in St. Petersburg.
In anderen Ländern bildeten private Sammlungen und Privatbibliotheken der Monarchen den Grundstock der Nationalbibliothek. In Russland entschied man sich, die Nationalbibliothek mit fremden Sammlungen aufzubauen, vor allem der Załuski-Bibliothek, die von 1774 bis 1794 in Warschau als Nationalbibliothek des polnischen Staates bestand. 1794 wurde sie auf Anordnung Katharinas während des Kościuszko-Aufstands als Kriegsbeute abtransportiert. Von den 394.150 Bänden kamen aber nur 262.640 in St. Petersburg an, darunter lediglich acht in russischer Sprache. Deshalb beschloss die Kaiserin, den Bestand mit anderen Bibliotheken zu vereinigen: den von ihr bereits früher angekauften Bibliotheken Denis Diderots. Voltaires und Johann Albrecht von Korffs sowie der Hofbibliothek der Petersburger Eremitage. (Tatsächlich kam die Hofbibliothek der Eremitage erst 1861 in die Nationalbibliothek und dabei auch Voltaires Bibliothek als geschlossene Sammlung; Diderots Bibliothek war da schon im Gesamtbestand aufgegangen.)
Die Arbeiten zur Neuordnung der Załuski-Bibliothek begannen 1795, wurden aber 1796 nach dem Tode Katharinas II. unterbrochen, weil der neue Kaiser, Paul I., vielen Projekten und Initiativen seiner Mutter ablehnend gegenüberstand. 1797 wurde Marie-Gabriel-Florent-Auguste de Choiseul-Gouffier zum Direktor der kaiserlichen Bibliothek und der Akademie der Künste ernannt, er betrieb die Übergabe der Załuski-Bibliothek an die Akademie der Wissenschaften. Die eigentliche Organisationsarbeit an der Kaiserlichen Öffentlichen Bibliothek begann erst im Januar 1800, als Alexander Sergejewitsch Stroganow Direktor der Bibliothek wurde.
1805 schenkte der russische Diplomat und Bibliophile Petr Dubrowskij (1754–1816) (russisch Дубровский, Пётр Петрович) der Bibliothek eine wertvolle Sammlung von Manuskripten und Autographen. Als Sekretär der Russischen Botschaft in Paris hatte er in den Wirren der Französischen Revolution etwa vierhundert Manuskripte aus dem 5. bis 18. Jahrhundert und ca. 8000 Autographen berühmter Persönlichkeiten Frankreichs erworben, die ehemals den Abteien Saint-Germain-des-Prés und Corbie und anderen Institutionen gehörten. Darunter waren so bedeutende Manuskripte wie Historia ecclesiastica gentis Anglorum (Sankt Petersburg), Codex Sangermanensis und weitere frühe Handschriften des Neuen Testaments. Der Erwerb dieser wertvollen Sammlung war Anlass für die Einrichtung des Manuskriptdepots als Abteilung für alte Handschriften, Dubrowskij wurde zu seinem Kustos ernannt. 1806 kam das Ostromir-Evangeliar von 1056 hinzu; dieses älteste bekannte russische Buch befand sich in der Garderobe Katharinas II. Noch unter Stroganows Direktorat erhielt die Bibliothek 1811 die Laurentiuschronik (russisch Летопись Лаврентьевская) von 1377.
Alexei Nikolajewitsch Olenin, der nach Stroganows Tod 1811 Direktor wurde, entwickelte und erweiterte die Bibliothek in seiner Amtszeit bis 1843 entscheidend. Schon 1809 hatte er das erste Regelwerk Russlands für die Klassifizierung von Beständen und die Anlage von Katalogen erarbeitet und schuf das 1810 von Alexander I. erlassene Bibliotheksstatut, in dem auch geregelt war, dass die Bibliothek zwei kostenlose Exemplare von allem erhalten muss, was auf russischen Druckmaschinen hergestellt wird. Die von Olenin 1811 entworfene Bibliotheksstruktur wies den Büchern in russischer Sprache eine eigene Abteilung zu und verdeutlichte damit den nationalen Charakter der Kaiserlichen Öffentlichen Bibliothek. Die Einrichtung der Bibliotheksräume begann 1811 und folgte dem Vorbild der Bodleian Library in Oxford. Wegen Napoleons Russlandfeldzug 1812 musste die Eröffnung verschoben werden, wertvolle Bestände wurde nach Lodeinoje Pole ausgelagert.

### Ein neuer Tempel der Aufklärung (1814–1850)
Die feierliche Eröffnung der Kaiserlichen Öffentlichen Bibliothek (Императорская публичная библиотека) fand am 2. Januarjul. / 14. Januar 1814greg. statt. Sie war die erste öffentliche Bibliothek des Russischen Reiches. In den Anfangsjahren nutzten jährlich zwischen 500 und 600 Personen die Bibliothek.
Hauptquelle der Bestandsergänzung waren in der ersten Hälfte des 19. Jahrhunderts Zugänge nach dem Pflichtexemplarrecht. 1816 wurden 2.721 Bände aus der Eremitage übergeben. Wegen begrenzter Finanzmittel konnten von 1811 bis 1849 nur rund 7.000 ausländische Titel erworben werden. Die Zusammenarbeit mit großen Bibliotheken, Universitäten und wissenschaftlichen Akademien Deutschlands, Englands, Belgiens und anderer Länder verbesserte die Situation. Auch durch Ankauf privater Sammlung wurden die Bestände in dieser Zeit erweitert, z. B. kaufte Nikolaus I. 1836 Jan Pieter van Suchtelens umfangreiche Sammlung mit etwa 26.000 Büchern, 260 Manuskripten und 13.000 Autographen für die Bibliothek. Nach der Unterdrückung des Warschauer Novemberaufstands (1830/1831) kamen Bestände mehrerer polnischer Bibliotheken und Sammlungen in die Kaiserliche Bibliothek.

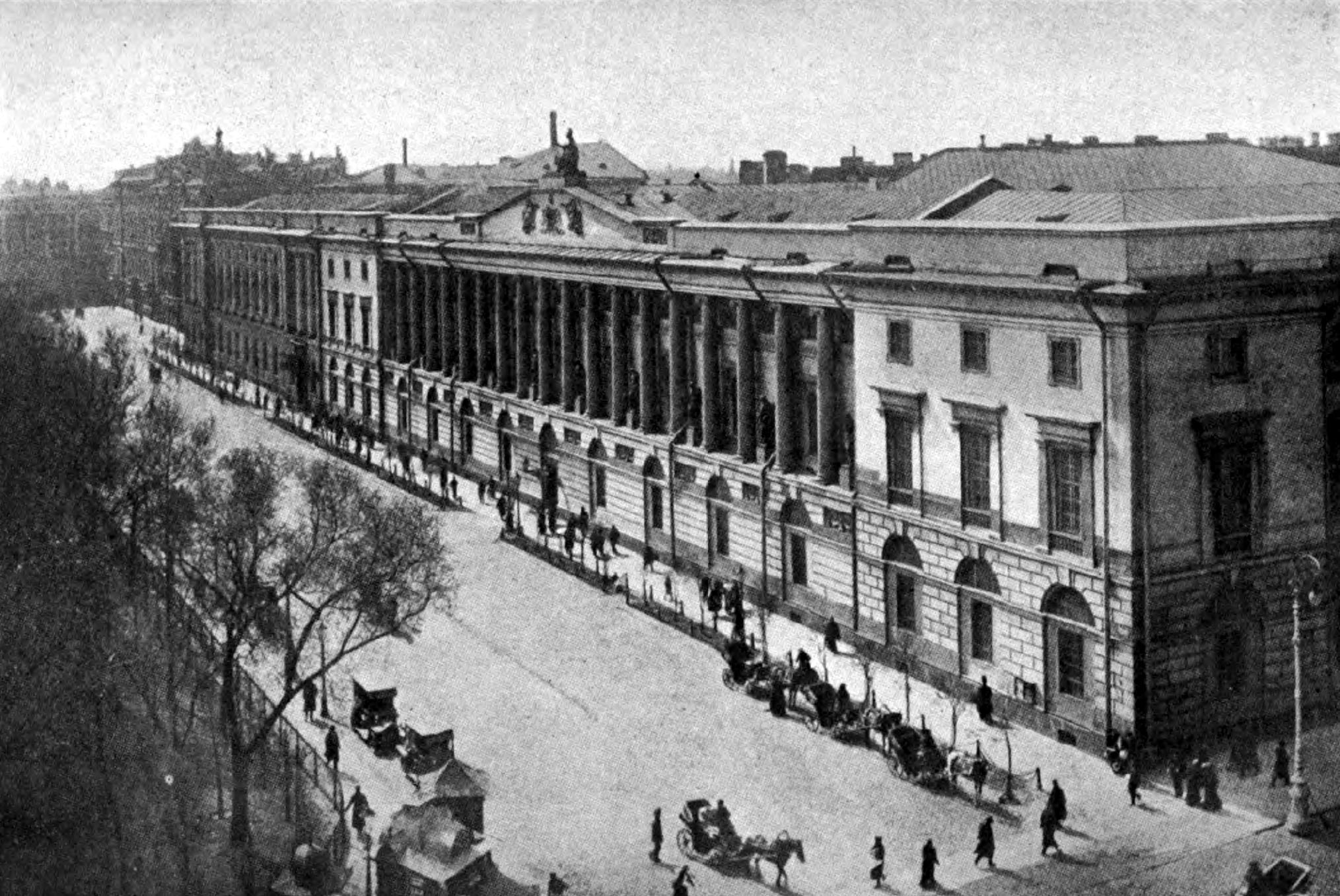
Das Rossi-Gebäude der Russischen Nationalbibliothek St. Petersburg, um 1920

In den 1820er Jahren wurde eine Erweiterung der Bibliothek notwendig. Nach Plänen des Architekten Carlo Rossi wurde von 1828 bis 1832 das Rossi-Gebäude am Ostrowski-Platz direkt an das Sokolow-Gebäude angefügt und dessen äußere Gestalt dem neue Gebäude so angeglichen, dass beide zusammen eine stilistische Einheit bilden. Das Rossi-Gebäude beherbergt heute u. a. die Voltaire-Bibliothek.
1843 ernannte Nikolaus I. den General Dmitri Petrowitsch Buturlin zum Direktor. Als der Kaiser 1848 das geheime Komitee für die Überwachung der in Russland erscheinenden Druckerzeugnisse gründete, wurde Buturlin dessen Mitglied und später Vorsitzender.
Nach den Revolutionen 1848/1849 ließ er die Abonnements ausländischer Zeitungen und Zeitschriften kündigen: Buturlin zog es vor, die Jalousien dieses kleinen Fensters nach Europa herunterzulassen, wie ein Zeitgenosse schrieb.
In der Bibliothek setzte er mit strengem Regiment die Dienstvorschriften wieder durch, die Stapel unbearbeiteter Bücher wurden abgebaut, und 1844 erschien erstmals ein Inventar der kirchenslawischen und russischen Manuskripte.

### Das goldene Zeitalter der Bibliothek (1850–1917)
In den 1850er Jahren begann für die Bibliothek eine Blütezeit, die eng mit dem Namen des neuen Bibliotheksdirektors, Modest Andrejewitsch von Korff verbunden ist. Er war von 1849 bis 1861 Direktor und ging in ihre Geschichte als Reformer ein, der diese Institution zu einer der bedeutendsten Bibliotheken Europas machte. Zu den Neuerungen gehören das Erscheinen der ersten gedruckten Kataloge und Leitfäden, die Bereitstellung von Informationen über neu erworbene Bücher und Manuskripte, die Einrichtung eines Raumes für das Studium seltener Veröffentlichungen und belletristischer Werke, und die Organisation von Ausstellungen. Die Erwerbungspolitik wurde grundlegend geändert und nun als wissenschaftlich ausgerichtete Sammeltätigkeit begriffen. Ein Projekt, das Korff besonders am Herzen lag, war die neu gegründete Rossica-Abteilung, deren Aufgabe es war, alles zusammenzubringen, was über Russland gedruckt worden war, ganz gleich in welcher Sprache. Korff hat die Bibliothek in seiner Amtszeit beträchtlich erweitert und stärker für die Öffentlichkeit geöffnet. Dabei unterstützte ihn Victor Hehn, der ab 1855 sein Oberbibliothekar war.
Im Innenhof wurde von 1860 bis 1862 ein neues Gebäude, das Sobolschtschikow-Gebäude, für einen neuen Lesesaal mit 250 Plätzen errichtet, der erstmals auch das Arbeiten in der Bibliothek ermöglichte. Zahl und Herkunft der Nutzer veränderten sich: russische Literaten und Intellektuelle aus unteren sozialen Schichten, sog. Rasnotschinzen, nutzten die Bibliothek intensiv. Die größte Nutzergruppe waren Schüler und Studenten, zu Beginn des zwanzigsten Jahrhunderts machten sie ein Drittel der Nutzer aus. 1910 besuchten drei Viertel derjenigen, die in St. Petersburg eine Sekundar- oder Hochschulbildung erhielten, die Bibliothek, für russische Gelehrte war sie ein echtes Forschungszentrum. Ganz zu Recht wurde sie die zweite Universität Russlands genannt.
In Korffs Amtszeit wuchs der Bestand der Bibliothek beträchtlich. 1850 kamen 1215 Bände aus der Bibliothek von Zarskoje Selo hinzu. 1861 ordnete Alexander II. an, sämtliche Bücher aus der Eremitage, die nicht direkt Bildende Kunst, Kunstgeschichte oder Archäologie betreffen, an die Kaiserliche Russische Bibliothek zu übergeben. Das betraf auch Voltaires persönliche Bibliothek, ihre 6.814 Bände wurden katalogisiert und in einem eigenen Raum aufgestellt. Sie ist noch heute einer der Höhepunkte der Bibliothek.
Die Regierung begann, den Ankauf großer Privatsammlungen mit beträchtlichen Subventionen zu unterstützen. So erwarb die Bibliothek die Sammlungen des Historikers und Linguisten Friedrich von Adelung, des Historikers und Journalisten Michail Petrowitsch Pogodin mit 1.000 Bänden venetianischer und slawischer Drucke, und Abraham Firkowitschs, des geistlichen Oberhaupts der Karäer. In dieser Zeit erhielt die Bibliothek auch zahlreiche private Spenden: von dem Linguisten Wladimir Iwanowitsch Dal, dem Arzt Nikolai Iwanowitsch Pirogow, dem Historiker Nikolai Iwanowitsch Kostomarow, dem Astronomen Friedrich Georg Wilhelm Struve, dem Naturforscher Karl Eduard Eichwald und anderen.
In den 1850er Jahren wurden dauerhafte fachliche Beziehungen zu etwa 30 Universitäten und zu den größten Bibliotheken Europas geknüpft. 1874 erhielt die Bibliothek das Recht, ausländische Drucke zu beziehen, ohne der Zensur unterworfen zu sein. Damit änderte die Erwerbungspolitik ausländischer Literatur grundlegend.
1869 übergab Kaiser Alexander II. der Nationalbibliothek 346 Blätter des Codex Sinaiticus. Das Manuskript aus dem 4. Jahrhundert enthält neben großen Teilen des Alten Testaments die älteste vollständige Fassung des Neuen Testaments in altgriechischer Sprache. Konstantin von Tischendorf, Theologie-Professor der Universität Leipzig, hatte den Codex 1859 von seiner dritten Reise zum Katharinenkloster auf dem Sinai mitgebracht und dem Kaiser 1862 als Dank für die finanzielle Unterstützung der Reise überreicht. Zur Beschaffung von Devisen verkaufte Josef Stalin den Codex 1933 für 100.000 £ an das British Museum in London, wo er sich noch heute befindet.

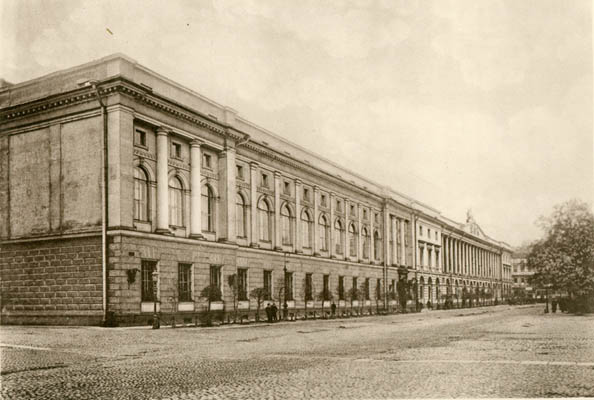
Russische Nationalbibliothek St. Petersburg, Worotilow-Gebäude

In den 1890er Jahren machte sich abermals eine Erweiterung der Bibliothek erforderlich, als Fortsetzung des Rossi-Gebäudes wurde von 1896 bis 1901 das Worotilow-Gebäude errichtet, das einen Lesesaal für 400 Personen erhielt und in dem die mathematisch-naturwissenschaftlichen, medizinischen, juristischen und philosophischen Sammlungen eingerichtet wurden.
Die Zahl der Benutzer wuchs kontinuierlich. Im Jahr 1860 wurden 3.000 Benutzerkarten ausgestellt und 18.500 Besuche gezählt, 1899 waren es 16.500 Karten und 137.000 Besuche, 1913: 27.500 Karten und 194.000 Bibliotheksbesuche. Bis 1913 hatten die Gesamtbestände die Drei-Millionen-Marke überschritten und die Bibliothek gehörte zu den führenden der Welt. Sie war Russlands reichste Sammlung von Handschriftenbüchern, Autographen, Dokumenten und Urkunden. In ihrer Rolle als Hüterin des kulturellen Erbes erwarb sie bis zum Beginn des zwanzigsten Jahrhunderts Autographen der russischen Schriftsteller Alexander Puschkin, Alexander Herzen, Iwan Gontscharow, Alexander Gribojedow, Michail Lermontow, Fjodor Dostojewski, Iwan Turgenew und Michail Saltykow-Schtschedrin, außerdem handschriftliche Partituren von Michail Glinka, Mili Balakirew, Alexander Borodin, Pjotr Tschaikowski, Modest Mussorgski und Nikolai Rimski-Korsakow. Die Bibliothek bewahrt Teile des Nachlasses von Katharina II. auf, einen Teil ihrer Briefe besitzt die Gottfried Wilhelm Leibniz Bibliothek in Hannover.

### Russische Öffentliche Bibliothek (1917–1992)
Die Bibliothek wurde dem Volkskommissariat für Bildung der RSFSR unterstellt und umbenannt in Russische Öffentliche Bibliothek. Das neue Bibliotheksstatut bestätigt sie als Nationalbibliothek. Dem neuen Direktors gelang es, die vor der Revolution tätigen Angestellten, die sogenannten Vertreter des Bürgertums, vor Entlassungen zu bewahren und darüber hinaus den Kreis der Bibliotheksmitarbeiter zu erweitern. Damit konnte das wissenschaftliche Potential der Bibliothek erhalten werden.
1925 erhielt die Russische Öffentliche Bibliothek die neue Bezeichnung Staatliche Öffentliche Bibliothek Leningrad. Die Funktion als Nationalbibliothek ging im gleichen Jahr an die Staatliche Öffentliche Lenin-Bibliothek in Moskau über. Seit 1932 trug die Leningrader Bibliothek den Namen des russischen Schriftstellers Michail Jewgrafowitsch Saltykow-Schtschedrin.
Das Angebot an neuen Büchern ging zurück, Ankäufe aus dem Ausland wurden praktisch ganz eingestellt. Nach der Verstaatlichung der Bibliotheken und Institutionen und der Auflösung von Privatbibliotheken erhielt die Staatliche Öffentliche Bibliothek Leningrad eine große Anzahl von Büchern und Manuskripten, das war in dieser Zeit die Hauptquelle für Neuzugänge. Dazu gehörten die Bibliotheken der Freien Ökonomischen Gesellschaft, der Staatsduma und der Geistliche Akademie Sankt Petersburg. Auch die Privatbibliothek der Fürsten Orlow mit ihren zahlreichen Drucken des 17. und 18. Jahrhunderts wurde eingegliedert. Zudem wurden Bibliotheken von Privatpersonen angekauft, die nicht unter das Verstaatlichungsgesetz gefallen waren, z. B. die Sammlungen des Völkerrechtlers Friedrich Fromhold Martens und des marxistischen Philosophen Georgi Walentinowitsch Plechanow. Zu Beginn der dreißiger Jahre stieg der Bibliotheksbestand auf 5,5 Millionen Bände, 1940 umfasste allein das ausländische Schriftgut 1.980.000 Bände.
Gemäß der Bestimmung des Friedensvertrags von Riga (1921), dass alle seit der Teilung Polens 1772 nach Russland verbrachten Kunstschätze und Kulturgüter zurückzugeben sind, wurden zwischen 1923 und 1935 etwa 50.000 Bücher aus der Załuski-Bibliothek an Polen zurückgegeben.
Ab Mitte der 1920er Jahre machte sich das härtere ideologische Durchgreifen im Land auch in der Bibliothek bemerkbar. Der Zugang zu bestimmten Werken wurde aus politischen Gründen eingeschränkt, es entstand der sogenannte Sonderbestand, der in den Jahren der Stalinschen Säuberungen enorm anwuchs. Allein im Zeitraum 1935 – 1938 wurden mehr als 49.000 Titel aus den Stammbeständen dorthin übergeführt, so dass schließlich eine spezielle Lagerabteilung innerhalb der Bibliotheksstruktur geschaffen werden musste. Viele Bibliotheksmitarbeiter waren vom Stalinschen Terror direkt betroffen.
Im Jahre 1941 wurden die wertvollen Bibliotheksbestände (Manuskripte, Inkunabeln, frühe gedruckte Bücher, russische Bücher aus dem sechzehnten Jahrhundert und dem "Goldenen Zeitalter", die Rossica-Bestände, Voltaires Bibliothek, die Archive des Plechanow-Hauses und anderes) in die Stadt Melekess abtransportiert, wo sie bis Oktober 1945 lagerten. Die Zentrale Präsenzbibliothek, die Graphischen Sammlungen, die Hilfsbibliothek des Lesesaals sowie die Hauptkataloge wurden in die unteren Stockwerke und Keller verlegt, wo sie trotz wiederholten Beschusses des Stadtzentrums weitgehend ohne Schäden blieben. Während der gesamten Zeit des Deutsch-Sowjetischen Krieges und auch während der Leningrader Blockade blieb die Bibliothek geöffnet. In dieser Zeit bestellten 42.600 Menschen fast eineinhalb Millionen Titel.

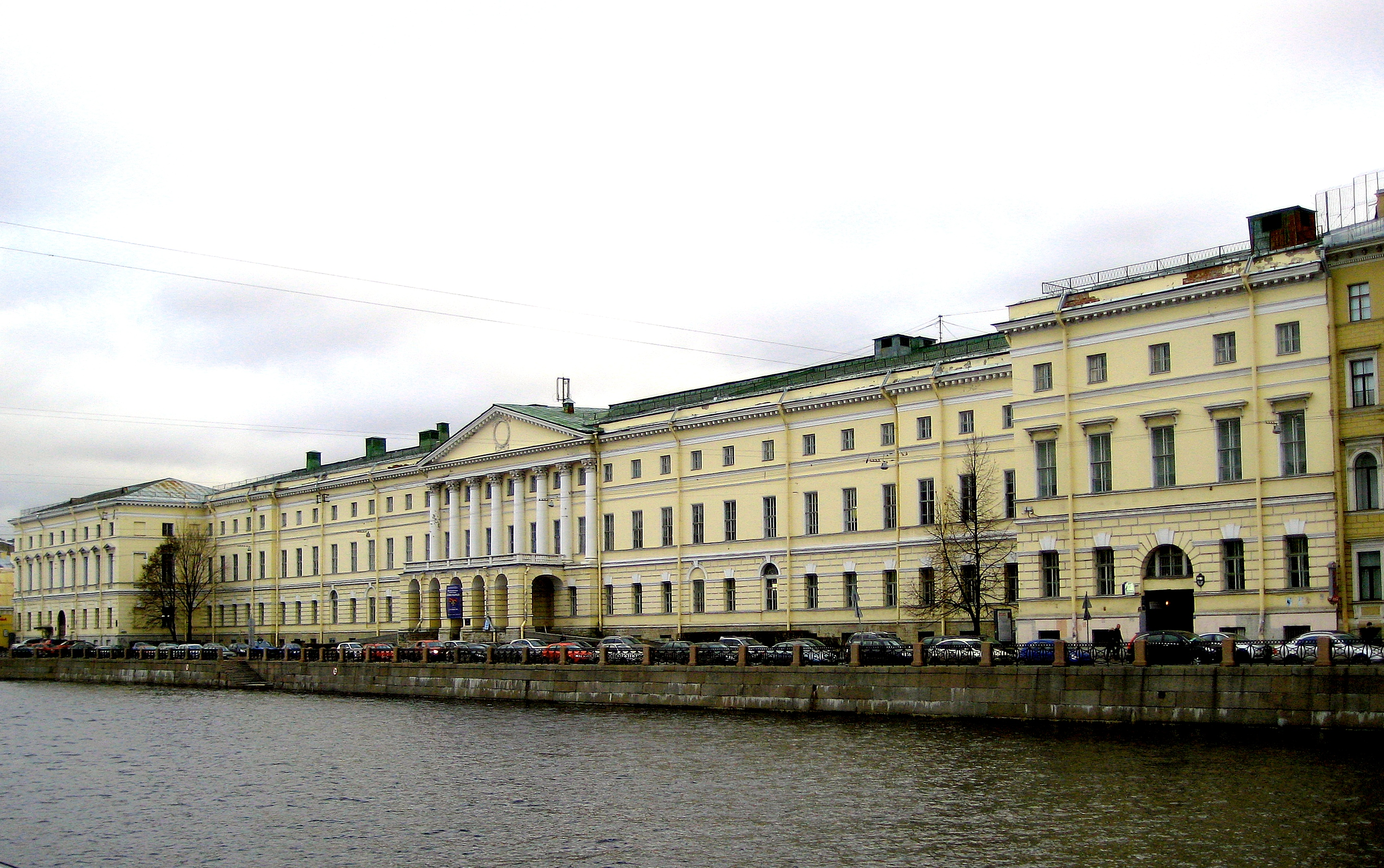
Gebäude des ehemaligen Katharinen-Instituts am Fontanka-Ufer, St. Petersburg

Als mit dem Ende des Zweiten Weltkriegs sowjetische Trophäenkommissionen Bücher aus deutschen Bibliotheken waggonweise nach Russland schickten, erhielt die Nationalbibliothek in Leningrad etwa 40.000 Bücher, Monographien und Zeitschriften aus Bibliotheken in Berlin, Bremen, Hamburg, Leipzig, Lübeck und Magdeburg. Ein Teil davon gelangte in den Hauptbestand der Bibliothek, Dubletten wurden für den Tausch genutzt. Alle im Kriege erbeuteten Drucke sind erfasst und in einem Spezialkatalog erschlossen.
Bereits 1948 erreichte die Zahl der Leser mit 74.000 wieder das Vorkriegsniveau.
1950 wurde das Gebäude am Fontanka Ufer, in dem sich früher das Katharinen-Institut befand, angegliedert und allgemeine Lesesäle sowie die Zeitungs- und Notenabteilung darin eingerichtet.
In den 1950er Jahren wurde die Bibliothek zur Leitbibliothek für die methodische und praktische Anleitung anderer öffentlicher Bibliotheken, zunächst in Leningrad und dem Umkreis der Stadt, später auch im gesamten nordwestlichen Russland und den baltischen Staaten.

### Russische Nationalbibliothek (ab 1992)

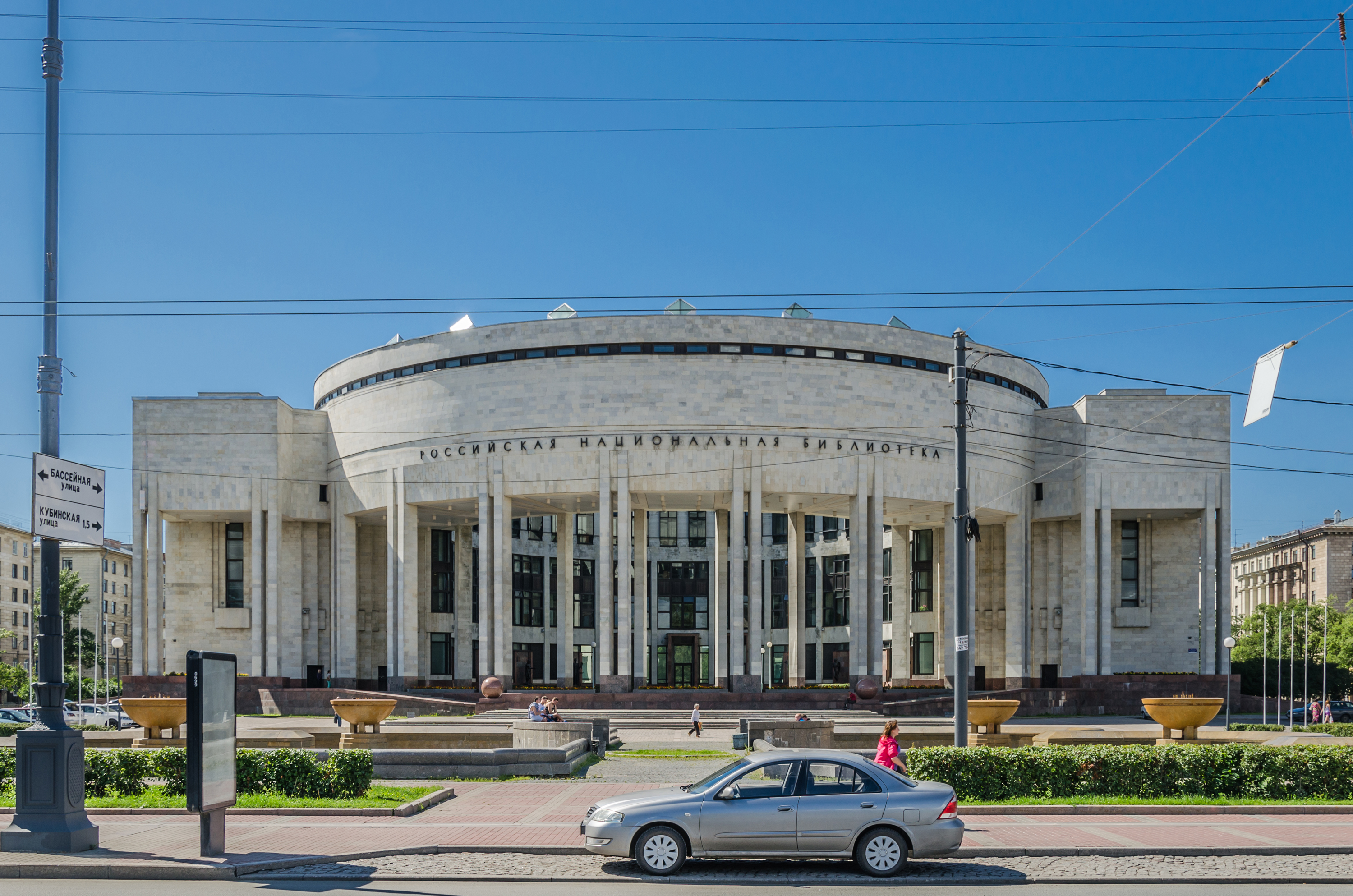
Neue Zweigstelle am Moskauer Prospekt

1992 wurde die Bibliothek in Russische Nationalbibliothek umbenannt. Das 1994 verabschiedeten Gesetz zum Bibliothekswesen erklärte die Petersburger Bibliothek und die Russische Staatsbibliothek in Moskau zu gleichrangigen Nationalbibliotheken. 2007 wurde die Präsidentenbibliothek Boris Jelzin in Moskau als dritte Nationalbibliothek in Russland gegründet.
Die Errichtung eines neuen Bibliothekskomplexes am Moskowskij Prospekt begann 1985. Die in der 1. Bauphase errichteten Gebäude wurden mit 10 Jahren Verspätung am 12. April 2003 eröffnet. Dazu gehören Buchdepots für etwa 14 Millionen Bücher und 16 Zweig- und Fachlesesäle mit insgesamt 2000 Plätzen, die den Lesern umfangreiche Services und moderne Arbeitsmöglichkeiten bieten. Hinzu kommen eine Aula mit 280 Plätzen, Hörsäle und Ausstellungsräume für thematische Ausstellungen und Neuerwerbungen. In der 2. Bauphase bis 2018 entstand ein Buchdepot für 4 Millionen Bücher.

## Bestand
Im Jahre 1914 betrug der Bestand der Bibliothek etwa 3.000.000 Bände.
2005 umfasste die Sammlung über 34 Millionen Medieneinheiten. Darunter befanden sich 450 000 Manuskripte und über 600.000 Zeitschriftentitel. Im Jahr 2005 wurde die Bibliothek von etwa 1,2 Millionen Benutzern besucht, die über 10 Millionen Medien in den Leseräumen studierten.
Anfang 2012 waren 36,5 Millionen Medien im Bestand der Bibliothek, davon etwa 28 Millionen in russischer Sprache. Der Bestand wächst um etwa 400.000 Titel im Jahr, davon mehr als 80 % in russischer Sprache. Die Bibliothek verzeichnet jährlich etwa 1 Million Besucher, und bis zu 5 Millionen Anfragen auf der Website. In den Lesesälen werden in diesem Jahr mehr als 7 Millionen Bücher ausgegeben. 2021 war der Bestand auf 38,6 Millionen gewachsen.
Ende der 1990er Jahre hatte ein umfangreiches Digitalisierungsprojekt begonnen, 2012 verfügte die Petersburger Bibliothek zusammen mit ihrem Pendant in Moskau über rund 80.000 elektronische Titel. 2011 wurde sie an das russische Netzwerk elektronischer Bibliotheken Vivaldi angeschlossen.

## Handschriften
- Codex Petropolitanus Purpureus, 6. Jh., griechische Handschrift der Evangelien, Purpurhandschrift
- Codex Leningradensis, 1008, älteste erhaltene vollständige hebräische Bibelhandschrift
- Ostromir-Evangeliar, 1057, älteste genau datierbare ostslawische Handschrift

## Bilder

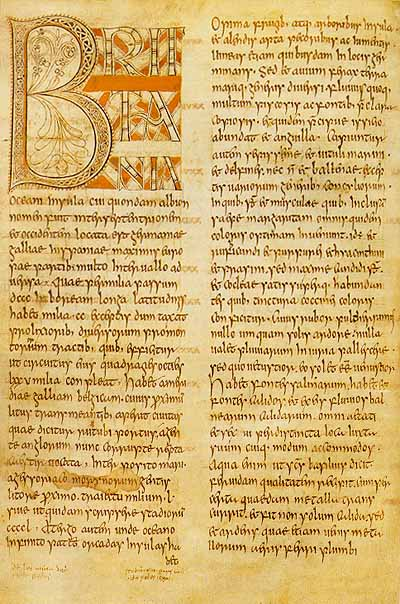
Beda Venerabilis, Chronik, 746
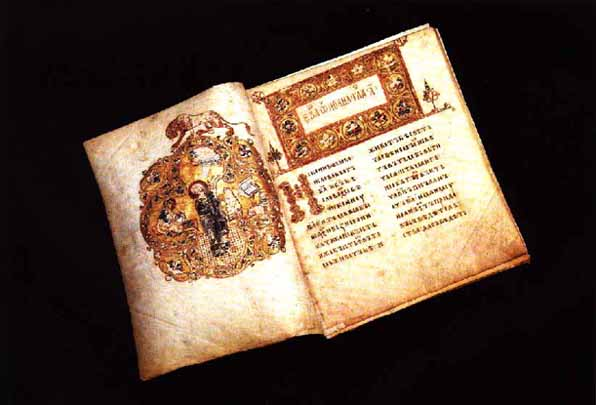
Ostromir-Evangeliar, 1056
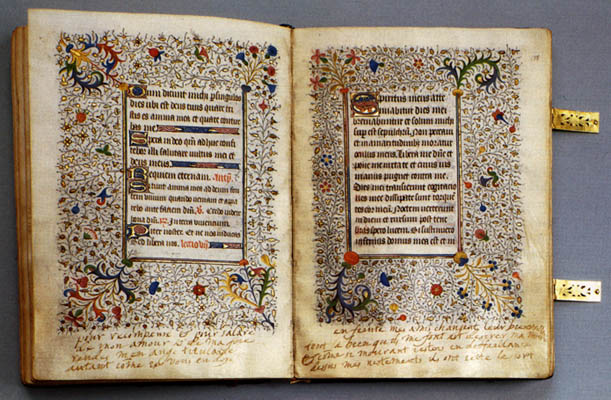
Maria Stuarts persönliches Stundenbuch, 1587

## Filme
Im Dokumentarfilm Kathedralen der Kultur (2014) porträtiert Michael Glawogger als eines von sechs bedeutenden Bauwerken weltweit das Gebäude der Petersburger Nationalbibliothek.

## Kuriosa
Vor der Oktoberrevolution hatte die Bibliothek einen angestellten Hundeführer, der für Dackel verantwortlich war, die nachts in die Räumlichkeiten der Bibliothek entlassen wurden, um Ratten zu fangen. Als Hommage an die Tradition gibt es jetzt analog zu den Eremitage-Katzen in der Bibliothek ein Katzenquartier, im Jahre 2020 lebten dort 7 Katzen.